# Sedum platysepalum
Sedum platysepalum är en fetbladsväxtart som beskrevs av Adrien René Franchet. Sedum platysepalum ingår i Fetknoppssläktet som ingår i familjen fetbladsväxter. Inga underarter finns listade i Catalogue of Life.